# Uli Schwarz
Uli Schwarz (* 10. Juli 1934 in Biberach an der Riß; † 21. Dezember 2006) war ein deutscher Biologe. Er arbeitete bei der Max-Planck-Gesellschaft (MPG). Nach seinem Studium der Pharmazie in Tübingen nahm er im Jahre 1960 im Institut für Biologie in Tübingen der MPG eine Tätigkeit als Doktorand auf. Im Jahre 1963 schloss er die Promotion mit seiner Dissertation Spezifische Effekte der Einwirkung von Penicillin auf Escherichia coli B. ab. Diese Arbeit setzte den Beginn von mehreren Untersuchungen zur Biochemie des Wachstums der bakteriellen Zellwand.
Von 1963 bis 1969 arbeitete er als wissenschaftlicher Assistent im Institut für Biologie, um dann ab 1969 bis 1974 die Leitung des Friedrich-Miescher-Laboratoriums der MPG zu übernehmen. Im Jahre 1974 wurde er zum Wissenschaftlichen Mitglied an das Max-Planck-Institut für Virusforschung berufen und übernahm dort die Funktion des Direktors. Ab 1974 übernahm er an diesem Institut, nun zum Max-Planck-Institut für Entwicklungsbiologie umberufen, ein Direktorat bis zu seiner Emeritierung im Jahre 2002. Hier war er als Leiter der Abteilung für Biochemie tätig.
Im Jahre 1972 war er Mitglied der European Molecular Biology Organization (EMBO) am Institut Pasteur in Paris. Zum Mitglied der Japan Society for the Promotion of Science am National Institute for Genetics in Mishima (Shizuoka) wurde er im Jahre 1984 berufen.
Zum Honorarprofessor ernannte man ihn im Jahre 1985 an der Universität Tübingen. Seit 1987 kooperierte er mit dem Shanghai Institute of Cell Biology der Chinesischen Akademie der Wissenschaften und seit 1996 dem Institute of Chemistry der Chinesischen Akademie der Wissenschaften in Peking. Bei einem Besuch der Volksrepublik China (VR China) im Jahre 1999 wurde er vom chinesischen Ministerpräsidenten Zhu Rongji empfangen.
Im Jahre 2002 wurde er mit Professor Rao Yi Gründungsdirektor des Shanghai Institute For Advanced Studies in Shanghai.
Schwerpunkt seiner wissenschaftlichen Untersuchungen betrafen die Biochemie der bakteriellen Zellwand. Hier ragen besonders seine Arbeiten zur Wirkungsweise des Penicillins heraus, die weltweit beachtet wurden. Ein weiteres Arbeitsgebiet war die Erforschung der Zell-Zell-Wechselwirkung bei der Entwicklung neuronaler Strukturen, ein zentrales Thema der Neurobiologie.
Am 16. Oktober 2008 wurde das Gästeforschungslabor des Shanghai Institute of Biological Sciences (SIBS) in Uli-Schwarz-Forschungslabor umbenannt, um die Pionierleistungen des Wissenschaftlers in der Zusammenarbeit zwischen Deutschland und China zu würdigen.

## Ausgewählte Liste der Auszeichnungen und Institutionen der Anerkennungen
- 1972: Felix-Haffner-Preis
- 1996: Medaille für internationale Zusammenarbeit in Wissenschaft und Technologie der Volksrepublik China[3]
- 2001: Universitätsmedaille in Silber der Universität Tübingen
- 2004: Freundschaftspreis der Volksrepublik China
- American Association for the Advancement of Science (AAAS)
- Society for Neuroscience
- Society of Biological Chemistry
- Neuroscientific Society

## Ausgewählte Veröffentlichungen
- Spezifische Effekte der Einwirkung von Penicillin auf Escherichia coli B, Dissertation Universität Tübingen 1964
- Y. v. Baxberg, S. Deiss, U. Schwarz: Guidance and topographic stabilization of nasal chick retinal axons on target-derived components in vitro, Neuron 10, 345–357 (1993).
- The sacculus after four decades-seen from some distance, in: Bacterial Growth and Lysis (M.A. de Pedro, J.-V.Höltje & W.Löffelhardt, Eds.) Plenum Press. New York, (1993) 1–7.
- C. Hopf, W. Hoch: Dimerization of the Muscel-specific kinase Induces Tyrosine Phosphorylation of Acetylcholine Receptors and Their Aggregation of the Surface of Myotubes. Journal of Biological Chemistry 273, 6467–6473 (1998).
- M. F. Templin, A. Ursinus, J.-V. Höltje: A defect in cell wall recycling triggers autolysis during the stationary growth phase of Escherichia coli, The EMBO Journal 18, 4108–4117 (1999).
- S. Gorb, M. Scherge: Biological microtribology: anisotropy in frictional forces of orthopteran attachment pads reflects the ultrastructurale of a highly deformable material. The Royal Society, 267, 1239–1244 (2000).